# Vườn quốc gia Mu Ko Lanta
Vườn quốc gia Mu Ko Lanta là một vườn quốc gia ở phía Nam của tỉnh Krabi, Thái Lan, bao gồm nhiều đảo. Hai đảo lớn là Mu Ko Lanta Noi và Ko Lanta Yai. Dù cả hai có người ở, Ko Lanta Yai là một điểm đến của du khách hàng đầu của Thái Lan.

## Lịch sử
Mu Ko Lanta đã từng được biết đến theo tên tiếng Mã Lai là Pulao Satak, có nghĩa là Đảo Bãi Dài. Sau này, nhiều người Thái, cả Hồi giáo và Phật giáo đến đảo và khiến cho đảo có tên "một triệu mắt" ("Lanta" trong tiếng Thái Lan). Tên gọi cũng có thể có nguồn từ tiếng Java "lan-tas", hay fish grill (built of wood with a square grill on top where the fish are set in a circle).

## Địa lý
Mu Ko Lanta là một vùng núi và lởm chởm, đặc biệt gần mũi phía Nam, có nhiều bãi biển cát trắng mịn. Một thị tộc Chao Ley, hay "Sea Gypsies" sống ở Mu Ko Lanta Yai. Bộ tộc này vẫn còn các nghi lễ và phong tục như đặt thuyền lễ nổi để cầu may mắn và thịnh vượng vào những đêm trăng tròn vào tháng 6 và tháng 11.
Mu Ko Lanta bao quanh bởi nhiều hòn đảo của Biển Andaman phía Nam, nổi tiếng với nhiều địa điểm lặn thể thao.